# Colleen Fitzpatrick
Colleen Ann Fitzpatrick (ur. 20 lipca 1972 roku w Old Bridge Township, New Jersey) – amerykańska wokalistka, aktorka, tancerka, znana również jako Vitamin C.
Jest córką Vity i Gerarda Fitzpatricków. Karierę muzyczną rozpoczynała w punkowym zespole Eve's Plum. Po jego rozpadzie rozpoczęła karierę w autorskim projekcie Vitamin C, z którym związane są jej najpoważniejsze sukcesy. Najpopularniejsze utwory Colleen i Vitamin C to "Smile", "Me, Myself & I" i "Graduation (Friends Forever)". Ostatnia piosenka pojawiła się na soundtracku do komedii Straszny film 2 (Scary Movie 2, 2001), w którym artystka zagrała epizodyczną rolę głosową. Z aktorską karierą Fitzpatrick wiąże się głównie horror Patricka Lussiera pt. Dracula 2000, w którym zagrała ona rolę współlokatorki głównej bohaterki, Lucy. W 2004 roku poślubiła kolegę z Eve's Plum, Michaela Kotcha.